# René De Silvestro
René De Silvestro (San Candido, 26 giugno 1996) è uno sciatore alpino, ex giavellottista ed ex pesista italiano paralimpico, vincitore di due medaglie paralimpiche, di sei medaglie mondiali (due ori) e di due Coppe del Mondo di specialità.

## Biografia
Nato a San Candido e residente a San Vito di Cadore, ha iniziato a sciare fin da bambino nello Sci Club Dolomiti Cadore, passando poi nella Polisportiva Caprioli e nello Sci Club Drusciè Cortina.

### Stagioni 2012-2016
Attivo nello sci alpino dal dicembre del 2011, il 22 dicembre 2013, durante la fase di riscaldamento prima di una gara giovanile ad Alleghe, è caduto impattando contro un albero al di fuori della pista da sci e riportando una frattura da scoppio della vertebra D12, una frattura scomposta della D7 e una conseguente lesione midollare incompleta, che ha comportato una parziale paralisi degli arti inferiori.
Dopo quasi un anno di fisioterapia ha ripreso le competizioni sportive, cimentandosi nelle distensioni alla panca e nell'atletica leggera paralimpica, gareggiando nel getto del peso e nel lancio del giavellotto: dopo aver vinto quattro titoli italiani, ai Mondiali juniores del 2016 ha vinto la medaglia d'oro sia nel peso sia nel giavellotto e agli Europei di Grosseto dello stesso anno si è classificato 7º nel giavellotto. Il suo obiettivo rimaneva comunque tornare a sciare: nel 2015 ha ricevuto in regalo dallo Sci Club Drusciè un monosci e gli stabilizzatori, attrezzi necessari a permettergli di tornare sulla neve, e ha esordito nello sci alpino paralimpico in quella stessa stagione 2015-2016, in occasione dello slalom gigante di Coppa Europa disputato il 17 marzo a Obersaxen.

### Stagioni 2017-2025
Ha esordito in Coppa del Mondo nella stagione 2016-2017 e ai successivi Mondiali di Tarvisio 2017, suo esordio iridato, non ha completato né lo slalom gigante né lo slalom speciale. Nella stagione 2017-2018 ha conquistato il primo podio in Coppa del Mondo, a Kühtai in slalom gigante (3º), e in Coppa Europa, a Obersaxen in supercombinata (2º); ai XII Giochi paralimpici invernali di Pyeongchang 2018, suo esordio paralimpico, si è piazzato 8º nello slalom gigante, 7º nello slalom speciale e non ha completato il supergigante e la supercombinata.
Ai Mondiali di Kranjska Gora/Sella Nevea 2019 è stato 10º nel supergigante, 4º nello slalom gigante, 5º nella supercombinata e non ha completato la discesa libera e lo slalom speciale; nel gennaio del 2020 ha conquistato a Veysonnaz in slalom gigante la prima vittoria in Coppa del Mondo. Ai Mondiali di Lillehammer 2021 (disputati nel gennaio del 2022) ha vinto la medaglia d'oro nella supercombinata e quella di bronzo nel supergigante, mentre ai successivi XIII Giochi paralimpici invernali di Pechino 2022 ha conquistato la medaglia d'argento nello slalom gigante, quella di bronzo nello slalom speciale, è stato 4º nel supergigante e non ha completato la supercombinata.
Ai Mondiali di Espot 2023 ha vinto la medaglia d'argento nello slalom speciale e nella combinata e si è classificato 6º nella discesa libera, 4º nel supergigante e 5º nello slalom gigante; in quella stessa stagione 2022-2023 in Coppa del Mondo si è piazzato 2º sia nella classifica generale, sia quelle di slalom gigante e di slalom speciale, mentre in quella di supergigante stato 3º. Nella stagione 2023-2024 ha vinto le Coppe del Mondo di supergigante e di slalom speciale ed è stato 2º nella classifica generale e 3º in quella di slalom gigante; l'anno dopo ai Mondiali di Maribor 2025 ha vinto la medaglia d'oro nello slalom gigante e quella d'argento nello slalom speciale e in Coppa del Mondo si è piazzato 3º nella classifica di supergigante. È stato scelto fra gli atleti ambassador per i Giochi Paralimpici invernali di Milano-Cortina 2026.

## Palmarès

### Atletica leggera

#### Mondiali juniores
- 2 medaglie[3]:
  - 2 ori (peso, giavellotto nel 2016)

#### Campionati italiani
- 4 medaglie[3]:
  - 4 ori (peso, giavellotto nel 2015; peso, giavellotto nel 2016)

### Sci alpino

#### Paralimpiadi
- 2 medaglie[1]:
  - 1 argento (slalom gigante a Pechino 2022)
  - 1 bronzo (slalom speciale a Pechino 2022)

#### Mondiali
- 6 medaglie[1]:
  - 2 ori (supercombinata a Lillehammer 2021; slalom gigante a Maribor 2025)
  - 3 argenti (slalom speciale, combinata a Espot 2023; slalom speciale a Maribor 2025)
  - 1 bronzo (supergigante a Lillehammer 2021)

#### Coppa del Mondo
- Miglior piazzamento in classifica generale: 2º nel 2023 e nel 2024
- Vincitore della Coppa del Mondo di supergigante nel 2024
- Vincitore della Coppa del Mondo di slalom speciale nel 2024
- 50 podi[1][4]:
  - 15 vittorie
  - 19 secondi posti
  - 16 terzi posti

##### Coppa del Mondo - vittorie
| Data             | Località             | Paese    | Specialità |
| ---------------- | -------------------- | -------- | ---------- |
| 2019-2020        | Veysonnaz            | Svizzera | GS         |
| 2020-2021        | Saalbach-Hinterglemm | Austria  | SG         |
| 2020-2021        | Sankt Moritz         | Svizzera | GS         |
| 28 febbraio 2023 | Kitzbühel            | Austria  | SL         |
| 17 marzo 2023    | Cortina d'Ampezzo    | Italia   | SL         |
| 22 gennaio 2024  | Veysonnaz            | Svizzera | GS         |
| 25 gennaio 2024  | Veysonnaz            | Svizzera | SG         |
| 31 gennaio 2024  | Cortina d'Ampezzo    | Italia   | SG         |
| 2 febbraio 2024  | Cortina d'Ampezzo    | Italia   | SL         |
| 15 febbraio 2024 | Sapporo              | Giappone | SL         |
| 27 febbraio 2024 | Wildschönau          | Austria  | SL         |
| 28 febbraio 2024 | Wildschönau          | Austria  | SL         |
| 19 marzo 2024    | Sella Nevea          | Italia   | GS         |
| 12 gennaio 2025  | Sankt Moritz         | Svizzera | GS         |
| 20 marzo 2025    | Veysonnaz            | Svizzera | GS         |

Legenda:

SG = supergigante

GS = slalom gigante

SL = slalom speciale

#### Coppa Europa
- 2 podi[4]:
  - 1 secondo posto
  - 1 terzo posto